# Kort en bondig
Kort en bondig is het 118de stripverhaal van De Kiekeboes. De reeks wordt getekend door striptekenaar Merho. Het album verscheen op 10 september 2008. Speciaal in dit stripalbum is dat er twee korte verhalen zijn in plaats van één lang verhaal. Dit werd eerder nog eens gedaan in De spookfirma, Moet er nog sneeuw zijn?, Kunst en vliegwerk, In tweevoud en in Klavertje vier. Beide verhalen werden al eerder gepubliceerd in familiestripboeken en in 1995 werden deze verhalen ook al gebundeld in een speciale uitgave voor Het Laatste Nieuws.

## Verhaal

### De methode Matopeh
Het verhaal gaat over prijsduiven. De Japanner Ono Matopeh houdt er wel een heel bijzondere methode op na om Egmond, de superkampioen van Goegebuer, te pakken te krijgen."

### Het goede doel
Er dreigt de laatste tijd een enorme plaag van ziekenhuisdiefstallen. Samen met een ziekenhuisclown gaat Konstantinopel op onderzoek.

## Achtergronden bij het verhaal
- Het ziekenhuis in "Het goede doel", is het Sint-Jozefziekenhuis in Malle.
- Ono Matopeh is een woordspeling op onomatopee.